# Маноло Санчис
Мануел Маноло Санчис Онтијело (шп. Manuel Manolo Sanchís Hontiyuelo; 23. мај 1965) бивши је шпански фудбалер.

## Биографија
Маноло је каријеру започео у Реал Мадриду и прошао све млађе категорије у клубу. За Реал је дебитовао 4. децембра 1983. године. Био је члан легендарне Реалове поставе зване Quinta del Buitre (Пет стрвинара). Пет играча који су били у тој групи заједно с Санчисом: Емилио Бутрагењо, Мартин Вазкез, Мигел Пардеза и Мичел. Током наредних 15 сезона постао је један од најважнијих играча клуба, а капитенску траку носио је 13 година. Играјући за Реал, Санчис је освојио осам титула шампиона Шпаније, два Купа Шпаније, 5 Суперкупова и по две Лиге шампиона и Купа УЕФА.
Године 2001, са 36 година, Санчис је завршио каријеру са преко 500 одиграних утакмица у првенству. Он је један од ретких играча који је целу каријеру провео у једном клубу.
Играо је за селекције Шпаније до 18 и до 21 године. За сениорску репрезентацију Шпаније је дебитовао 12. новембра 1986. против Румуније. Укупно је у каријери одиграо 48 утакмица за Шпанију и постигао један гол. Био је у саставу националног тима на Европском првенству 1988. у Западној Немачкој и Светском првенству 1990. у Италији. Последњу утакмицу у дресу са државним грбом одиграо је 11. марта 1992. против САД.
Његов отац Мануел Санчис је такође играо за Реал Мадрид и шпанску репрезентацију.

## Успеси
Реал Мадрид
- Примера : 1985/86, 1986/87, 1987/88, 1988/89, 1989/90, 1994/95, 1996/97, 2000/01.
- Куп краља : 1988/89, 1992/93.
- Суперкуп Шпаније : 1988, 1989, 1990, 1993, 1997.
- Лига шампиона : 1997/98, 1999/00.[6]
- Куп УЕФА : 1984/85, 1985/86.[7]

### Индивидуални
- Шпански играч године у Ла Лиги: 1989/90.[8]